# Colin Rowe
Colin Rowe  (Rotherham, 27 de marzo de 1920 - Condado de Arlington, 5 de noviembre de 1999) fue un teórico de la arquitectura, estadounidense nacido en Inglaterra. Desarrolló su trabajo centrado en la historia de la arquitectura, la crítica, la teoría y la enseñanza. Es conocido por ser uno de los mayores intelectuales que influyeron sobre la teoría urbanística en la segunda mitad del siglo XX, particularmente en el planeamiento de ciudades, su regeneración y en el diseño urbano.

## Obra
- Ciudad Collage (Collage City), (Gustavo Gili, 1998) ISBN 84-252-1746-6
- Manierismo y arquitectura moderna y otros ensayos (The mathematics of the Ideal villa and other Essays), (Gustavo Gili, 1999) ISBN 84-252-1794-6

- Datos: Q1108671